# Emma Felbermayr
Emma Felbermayr (Wels, 27 januari 2007) is een Oostenrijks autocoureur. Haar vader Horst Felbermayr jr. en grootvader Horst Felbermayr sr. zijn eveneens autocoureurs.

## Carrière

### Karting
Felbermayr maakte haar autosportdebuut in het karting op zevenjarige leeftijd. Zij begon in haar thuisland Oostenrijk in de Micro-klasse, waarna zij doorstroomde naar de Mini- en Junior-klassen. Op dertienjarige leeftijd ging zij internationaal karten en kwam zij in Duitsland uit in de ADAC Ladies Cup, waar zij tweede werd. In 2021 werd zij achtste in de OK Junior-klasse van de ADAC Kart Masters en nam zij voor het eerst deel aan het Europees kampioenschap karten.
In 2022 stapte Felbermayr over naar de OK-klasse, waarin zij negende in het Duits kampioenschap werd. Ook reed zij dat jaar voor het eerst in het wereldkampioenschap karten. In 2023 eindigde zij als negende in de South Garda Winter Cup en maakte zij tevens de overstap naar de KZ2-klasse, waarin zij in de FIA Karting World Cup reed. In 2024, haar laatste jaar in de karts, reed zij opnieuw in zowel het wereld- als het Europees kampioenschap in de KZ2-klasse.

### Formule 4
In 2025 maakt Felbermayr de overstap naar het formuleracing, waarin zij in de Formula Winter Series haar Formule 4-debuut maakt bij het team Rodin Motorsport. Voor hetzelfde team komt zij ook uit in het Spaans Formule 4-kampioenschap.

### F1 Academy
In 2025 debuteert Felbermayr in de F1 Academy bij Rodin Motorsport. Zij krijgt dat jaar steun van het Formule 1-team van Sauber.